# Cantone di Ardes
Il Cantone di Ardes era una divisione amministrativa dell'arrondissement di Issoire.
È stato soppresso a seguito della riforma complessiva dei cantoni del 2014, che è entrata in vigore con le elezioni dipartimentali del 2015.
Comprendeva i comuni di
- Anzat-le-Luguet
- Apchat
- Ardes
- Augnat
- La Chapelle-Marcousse
- Chassagne
- Dauzat-sur-Vodable
- La Godivelle
- Madriat
- Mazoires
- Rentières
- Roche-Charles-la-Mayrand
- Saint-Alyre-ès-Montagne
- Saint-Hérent
- Ternant-les-Eaux